# Redmi Note 9T
Redmi Note 9T — смартфон суббренда Xiaomi Redmi, що належить до серії Redmi Note. Був представлений 8 січня 2021 року разом з Redmi 9T. Також в Китаї 26 листопада 2020 року разом з Redmi Note 9 4G та Redmi Note 9 Pro 5G був представлений Redmi Note 9 5G, що є практично ідентичною моделлю до Note 9T окрім деяких відмінностей.
Офіційно Redmi Note 9T не продавався в Україні.

## Дизайн
Екран виконаний зі скла Corning Gorilla Glass 5. Корпус смартфонів виконаний з пластику.
За зовнішнім виглядом смартфони відрізняються дизайном блоку камери та написом «5G» на задній панелі Note 9T.
Знизу розміщені роз'єм USB-C, динамік, мікрофон та 3.5 мм аудіороз'єм. Зверху розташовані другий мікрофон, ІЧ-порт та другий динамік. З лівого боку розташовані слот під 2 SIM-картки і карту пам'яті формату microSD до 512 ГБ. З правого боку розміщені кнопки регулювання гучності та кнопка блокування смартфона, в яку вбудований сканер відбитків пальців.
Redmi Note 9T продавався в кольорах Nightfall Black (чорний) та Daybreak Purple (фіолетовий).
В Китаї Redmi Note 9 5G продавався в 3 кольорах: Outside Green Mountains (зелений), Shadow Purple (фіолетовий) та Cloud Gray (сірий).

## Технічні характеристики

### Платформа
Смартфони отримали процесор MediaTek Dimensity 800U та графічний процесор Mali-G57 MC3.

### Батарея
Батарея отримала об'єм 5000 мА·год та підтримку швидкої 18-ватної зарядки.

### Камера
Redmi Note 9T отримав основну потрійну камеру 48 Мп, f/1.8 (ширококутний) + 2 Мп, f/2.4 (макро) + 2 Мп, f/2.4 (сенсор глибини) з фазовим автофокусом та здатністю запису відео в роздільній здатності 4K@30fps.
Redmi Note 9 5G отримав основну потрійну камеру 48 Мп, f/1.8 (ширококутний) + 8 Мп, f/2.2 (ультраширококутний) + 2 Мп, f/2.4 (макро) з фазовим автофокусом та здатністю запису відео в роздільній здатності 4K@30fps.
Фронтальна камера обох моделей отримала роздільність 13 Мп, діафрагму f/2.3 та здатність запису відео в роздільній здатності 1080p@30fps.

### Екран
Екран IPS LCD, 6.53", FullHD+ (2340 × 1080) зі співвідношенням сторін 19.5:9, щільністю пікселів 395 ppi та круглим вирізом під фронтальну камеру, що знаходиться зверху в лівому кутку.

### Звук
Смартфони отримали стереодинаміки. Динаміки розташовані на верхньому та нижньому торцях.

### Пам'ять
Redmi Note 9T продавався в комплектаціях 4/64 та 4/128 ГБ.
Redmi Note 9 5G продавався в комплектаціях 6/128, 8/128 та 8/256 ГБ.

### Програмне забезпечення
Смартфони були випущені на MIUI 12 на базі Android 10 і були оновлені до MIUI 14 на базі Android 12.